# Parafia św. Franciszka Ksawerego w Krasnymstawie
Parafia św. Franciszka Ksawerego w Krasnymstawie – parafia rzymskokatolicka w Krasnymstawie, należąca do archidiecezji lubelskiej i Dekanatu Krasnystaw – Wschód.

## Historia
Parafia pw. Wszystkich Świętych istniała już w II połowie XIV wieku, została erygowana w 1350 roku. 
W latach 1695–1723 jezuici zbudowali obecny kościół z fundacji Potockich, który został konsekrowany 5 października 1741 roku. Po kasacie jezuitów w 1773 roku świątynia pełniła funkcję kościoła parafialnego.

## Proboszczowie
- 1798–1823. ks. Michał Gorajski.
- 1823–1830. ks. Michał Leszczyński.
- 1830–1835. ks. Michał Doliński.
- 1835–1837. ks. Franciszek Huss.
- 1837– ?. ks. Kazimierz Sosnowski.
- 1843–1863. ks. Andrzej Bojarski.
- 1863–1864. ks. Franciszek Klicki.
- 1864–1868. ks. Aleksander Biernacki.
- 1868–1884. ks. Ludwik Bołdok.
- 1884–1890. ks. Antoni Szydoczyński.
- 1890–1906. ks. Feliks Majewski.
- 1906–1911. ks. Adolf Majewski.
- 1911–1920. ks. Adam Decyusz.
- 1920. ks. Stanisław Szepietowski.
- 1920–1946. ks. prał. Bronisław Malinowski.
- 1946–1975. ks. prał. Wacław Kowalski.
- 1975–2001. ks. prał. Piotr Kimak.
- 2001–2019. ks. kan. Henryk Kapica.
- od 2019 ks. kan. Jarosław Wójcik.

## Zasięg parafii
- Krasnystaw – ulice: Bieleszy, Bławatna, Błonie, Bociania, Borowa, Browarna, Brzechwy, Cegielniana, Cicha, Czechowicza, Czuby, Czysta, Gawryłowa, Gołębia, Gospodarcza, Grobla, Jabłonkowa, Jaskółcza, Jezuicka, Kacza, Kamieńskiej, Kickiego, Kilińskiego, Kłosowskiego, Kołowrót, Konopnickiej, Korczaka, Kościelna, Kościuszki, Kółkowa, Krakowskie Przedmieście, Krasickiego, Krótka, Ks. Piotra Ściegiennego, Kwiatowa, Leśna, Lipowa, Lwowska, Łukasińskiego, Makowa, Makuszyńskiego, Matysiaka, Miętowa, Miodowa, Modra, Mostowa, Nadwieprzańska, Nasienna, Nieczaja, Niesieckiego, Oleszczyńskiego, Partyzantów, PCK, Piaskowa, Piekarskiego, Piłsudskiego, Plac 3 Maja, Pocztowa, Podwale, Polna, Poniatowskiego, Porucznika Zręby, Przemysłowa, Przeskok, Pszczela, Ptasia, Rejowiecka, Różana, Rybia, Rzeczna, Sikorskiego, Słoneczna, Słowicza, Spacerowa, Stokowa, Szarych Szeregów, Torowa, Tuwima, Tytoniowa, Ułańska, Wąska, Witosa, Wójta Stanisława, Wysockiej, Zamkowa, Zaułek Nadrzeczny, Zawieprze, Żurka.
- Białka, Latyczów, Małochwiej Duży, Małochwiej Mały, Niemienice, Rońsko, Rudka, Tuligłowy, Widniówka kolonia, Wólka Orłowska, Zastawie kolonia, Zażółkiew, Łany[2].

## Miejsca kultu
- Kaplica św. Judy Tadeusza w Białce
- Kaplica św. Maksymiliana Kolbe w Małochowieju Dużym
- Kaplica Matki Bożej Nieustającej Pomocy w Wólce Orłowskiej
- Kaplica św. Jana Bosko przy Zgromadzenia Sióstr Służebniczek NMP w Tuligłowach
- Kaplica w Domu Opieki Społecznej w Krasnymstawie
- Kaplica św. Józefa przy Zgromadzenia Sióstr Służebniczek NMP w Krasnymstawie
- Kaplica bł. Zygmunta Pisarskiego w Areszcie Śledczym w Krasnymstawie